# Томас, Джон (арфист)
Джон Томас (англ. John Thomas, валл. John Thomas; 1 марта 1826, Бриддженд, Соединённое королевство Великобритании и Ирландии — 19 марта 1913, Лондон, Соединённое королевство Великобритании и Ирландии) — британский валлийский композитор и арфист.
На эйстетводе 1861 года в Абердэре получил бардское имя Пенкердд Гвалия (валл. Pencerdd Gwalia), что в переводе с валлийского языка означает «Глава валлийских менестрелей».

## Биография
Родился в Бриддженде 1 марта 1826 года в семье портного и домохозяйки. Отец его, Джон Томас-старший увлекался игрой на кларнете и был членом оркестра музыкантов-непрофессионалов. Томас-младший был старшим из семи детей, четверо из которых также играли на арфе; особенным талантом отличался его брат Томас Томас.
Сам Томас обучился игре на тройной арфе — музыкальном инструменте с тремя наборами струн, на котором играть было очень сложно. В возрасте четырнадцати лет, по протекции Ады Лавлейс, дочери лорда Байрона, он был принят в Королевскую академию музыки в Лондоне. Одним из его учителей в академии был Сиприани Поттер.
По окончании обучения, Томас преподавал в Королевском музыкальном колледже, где получил звание профессора; среди его учеников была Мириам Тимоти. Он также преподавал в Гилдхоллской школе музыки.
Томас является автором многочисленных пьес для арфы, которые сегодня популярны среди исполнителей и входят в экзаменационные программы музыкальных учебных заведений. Композитор также является автором оперы, симфонии, двух концертов для арфы, увертюры, камерной музыки и двух кантат — «Ллевеллин» (1863) и «Невеста из долины Нит» (1866). В 1852 году Томас лично исполнил один из своих концертов, во время выступления в Филармонии.
В 1861 году некоторое время он состоял в отношениях с бельгийской певицей Дезире Арто. Композитор был дважды женат и оба раза на своих бывших ученицах. Его первая жена, Алиса Энн Кит, умерла в 1880 году, спустя два года после их брака. В 1885 году Томас снова женился на Джоан Фрэнсис Денни.
В 1872 году он был назначен придворным арфистом королевы Виктории. Композитор умер в Лондоне 19 марта 1913 года.

## Аудиозаписи
- John Thomas. «Watching the Wheat» — Джон Томас. «Наблюдение за пшеницей» в исполнении арфистки Эми Тёрк.